# چات قیه (اردبیل)
چات قیه روستایی است که در استان اردبیل، شهرستان اردبیل، بخش مرکزی، دهستان ارشق شرقی قرار دارد. 
این منطقه از نظر آثار باستانی بسیار ارزشمند است و نشانه هایی از زندگی مردمان ایران باستان در روستای چات قیه وجود دارد ، بی شک این منطقه یکی از اسرار آمیز ترین مناطق باستانی کشور محسوب میشود و باید مورد محافظت و کاوش باستان شناسان قرار بگیرد.  

## جمعیّت
بر اساس سرشماری سال ۱۳۸۵ جمعیّت این روستا ۹۶ نفر با ۱۹ خانوار بوده است. اکثر اهالی این روستا به شهرهای اردبیل و رشت مهاجرت کرده اند و جمعیت روستا کاهش یافته است .

این منطقه دارای زمین های حاصل خیز و دارای کشت فراوان است